# اتفاقية طوكيو
الاتفاقية المتعلقة بالجرائم وبعض الأفعال الأخرى المرتكبة على متن الطائرات المعروفة أيضا باسم اتفاقية طوكيو هي معاهدة دولية مبرمة في طوكيو في 14 سبتمبر 1963. دخلت حيز التنفيذ في 4 ديسمبر 1969 كما صدقت عليها حتى عام 2015 186 طرف.
الاتفاقية تطبق على الجرائم ضد قانون العقوبات وإلى أي أعمال تهدد سلامة الأشخاص أو الممتلكات على متن طائرة مدنية بينما على متن الطائرة وتعمل في الملاحة الجوية الدولية. يتضمن تغطية ارتكاب أو نية لارتكاب الجرائم وبعض الأفعال الأخرى على متن الطائرات المسجلة في دولة متعاقدة في الطيران فوق أعالي البحار وأية مناطق أخرى خارجة عن أراضي أي دولة بالإضافة إلى المجال الجوي التابع لأية دولة متعاقدة. يجوز ممارسة الولاية القضائية الجنائية من قبل الدول المتعاقدة الأخرى من دولة التسجيل في ظل ظروف محدودة بمعنى عندما يطلب من ممارسة الولاية القضائية بموجب الالتزامات الدولية المتعددة الأطراف في مصلحة الأمن القومي وهكذا دواليك.
الاتفاقية للمرة الأولى في تاريخ القانون الطيران الدولي تعترف ببعض الصلاحيات والحصانات لقائد الطائرة الذي على الرحلات الدولية عند كبح جماح أي شخص لديه سبب معقول للاعتقاد بالارتكاب أو على وشك ارتكاب جريمة من الجرائم عرضة للتدخل في سلامة الأشخاص أو الممتلكات على متن أو الذي يهدد حسن النظام والانضباط.
في القضايا المحلية بشكل صارم لا تملك الاتفاقية تطبيق الأفعال والجرائم التي ارتكبت في المجال الجوي لدولة التسجيل ويستثنى إلا عندما تكون نقطة الانطلاق أو الهبوط المقصود تكمن خارج تلك الدولة أو يدخل الطائرة في المجال الجوي لدولة أخرى من دولة التسجيل كما هو الحال مثلا في رحلة داخلية الذي يخترق الحدود من دولة أخرى.